# Stellifer mancorensis
Stellifer mancorensis е вид бодлоперка от семейство Sciaenidae. Видът не е застрашен от изчезване.

## Разпространение и местообитание
Разпространен е в Еквадор, Колумбия, Коста Рика, Никарагуа, Панама, Перу, Салвадор и Хондурас.
Среща се на дълбочина от 0,4 до 37 m, при температура на водата около 25,9 °C и соленост 33 ‰.

## Описание
На дължина достигат до 20 cm.